# Троянове
Троя́нове— село в Україні, у Новомиргородській міській громаді Новоукраїнського району Кіровоградської області.
Населення становить 134 особи.

## Археологічні розвідки

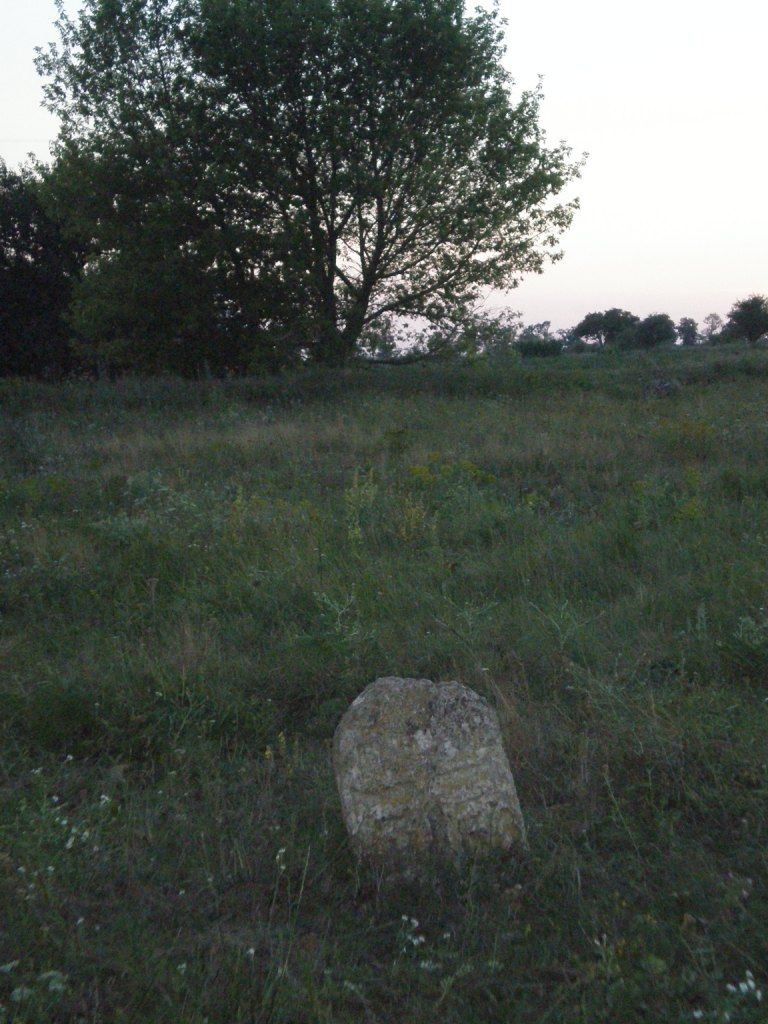
Козацький хрест на старому цвинтарі

В ході дослідження новомиргородського археолога Петра Озерова та розкопок під керівництвом Леоніда Залізняка поблизу села було виявлено сліди життя людей кам'яної доби, а також кількакілометровий рів на колишньому кордоні між Річчю Посполитою та Січчю.

## Історія
Троянове виникло в першій половині XVIII століття у зв'язку з наданням польським урядом пільг для заселення правобережжя Великої Висі. За легендою, назва села походить від імені козака Трояна. До нашого часу на старому цвинтарі знаходиться хрест козацьких часів. Невелика надмогильна плита (50см+80см+20см) із заокругленими кутами та надписами. На плиті вирізблено хрест із розшириними кінцівками, обабіч вертикалі хреста напис:<< НИ — КА >>…(Перемога).
В 1783 році у селі споруджена церква Різдва Богородиці. Метричні книги з записами про хрещення та народження, вінчання та відспівування з 1784 року нині знаходяться в Одеському обласному архіві, з 1861 року — в Кіровоградському обласному архіві. Матеріали перепису населення 1858 року — ревізькі казки, знаходяться в Херсонському обласному архіві. Дані про окремі родини можна знайти на сімейному сайті «Рід Чорноіван».
У 1886 році в Трояновому налічувалось 444 мешканці у 94-х садибах; тут існували православна церква та ґуральня.
В 1959 році село увійшло до складу Коробчинської сільської ради.
Одна з колишніх назв села — Трояни.

## Населення
Згідно з переписом УРСР 1989 року чисельність наявного населення села становила 160 осіб, з яких 60 чоловіків та 100 жінок.
За переписом населення України 2001 року в селі мешкали 133 особи.

### Мова
Розподіл населення за рідною мовою за даними перепису 2001 року:
| Мова       | Відсоток |
| ---------- | -------- |
| українська | 97,76 %  |
| молдовська | 2,24 %   |

## Вулиці
У Трояновому налічується 5 вулиць:
- Набережна вул.
- Лесі Українки вул.
- Українська вул.
- Хмельницького Богдана вул.
- Шевченка вул.

## Балка Троянівська
Неподалік села на терасі річки Велика Вись знаходиться ботанічний заказник «Балка Троянівська». Тут на площі 38 га зростає понад 300 видів судинних рослин, 186 з яких мають лікарські властивості. Три види — астрагал шерстистоквітковий, сон чорніючий та ковила волосиста занесені до Червоної книги України.

## Пам'ятники
| Назва                                                     | Розташування        | Дата встановлення | Фото | Короткі відомості                               |
| Воїнів, загиблих у Другій світовій війні, братська могила | На старому цвинтарі |                   |      | В могилі поховано 4 невідомих радянських солдат |